# アポロサラブレッドクラブ
アポロサラブレッドクラブとは日本中央競馬会（JRA）の馬主である。冠名は「アポロ」、勝負服の柄は黒、赤袖、黄鋸歯形を使用している。代表者は菅原太陽→見立昭子。
2022年10月に解散し、それに先立ち全所有馬をオークションにて売却している。

## おもな所有馬
- アポロティアラ（2006年フェアリーステークス）
- アポロドルチェ（2007年京王杯2歳ステークス）
- アポロキングダム[2]（種牡馬[3]）
- アポロソニック（2013年東京優駿3着）（種牡馬）
- アポロマーベリック（2013年東京ジャンプステークス、中山大障害、2014年中山グランドジャンプ）
- アポロケンタッキー（2016年東京大賞典）[4]